# Connantre
Connantre är en kommun i departementet Marne i regionen Grand Est (tidigare regionen Champagne-Ardenne) i nordöstra Frankrike. Kommunen ligger i kantonen Fère-Champenoise som tillhör arrondissementet Épernay. År 2022 hade Connantre 1 006 invånare.

## Befolkningsutveckling
Antalet invånare i kommunen Connantre
| Referens: INSEE |